# Quam parva sapientia regitur mundus
 Quam parva sapientia regitur mundus лат. (изговор: квам парва сапијенција регитур мундус). С колико се мало мудрости управља свијетом. (Папа Јулије III) 

## Другачије речено
An nescis, mi fili, quantilla prudentia mundus regatur „лат“ („изговор:“ ан несцис ми фили квантилија пруденција мундус регатур). „Зар не знаш, сине, с колико се мало мудрости управља свијетом!" 

## Поријекло изреке
На питање једног португалског монаха откуд "лудило" свијетом, папа Јулије III је одговорио: "Зар не знаш, сине, с колико се мало мудрости управља свијетом." (петнаести у шеснаести вијек). 

## Тумачење
Ратови, геноциди, болести, сиромаштво, страдање дјеце, говоре са колико се мало мудрости влада овим свијетом. Изрека вијечно актуелна.